# 圣马丹勒维耶伊
圣马丹勒维耶伊（法語：Saint-Martin-le-Vieil）是法国奥德省的一个市镇，位于该省北部偏西，属于卡尔卡松区。该市镇2009年时的人口为226人。

## 人口
圣马丹勒维耶伊人口变化图示
| 数据来源：INSEE |